# Cola pachycarpa
Cola pachycarpa är en malvaväxtart som beskrevs av Karl Moritz Schumann. Cola pachycarpa ingår i släktet Cola och familjen malvaväxter. Inga underarter finns listade i Catalogue of Life.